# Premios Ophir
Los Premios Ophir (en hebreo: פרס אופיר‎), conocidos coloquialmente como los Oscars israelíes, son los premios del cine por excelencia en la industria cinematográfica israelí. Son otorgados por la Academia Israelí de Cine y Televisión. El premio, llamado así en homenaje al actor Shaike Ophir, fue otorgado a partir de 1990.

## Historia
La primera edición de los Premios Ophir tuvo lugar en 1982. Fue premiado el director Shimon Dotan por su película Repeat Dive Repetición de Buceo, y desde 1990 se celebra anualmente en el Centro de artes escénicas de Tel Aviv.
El mayor número de premios Ophir ganados por una sola película es de 11, alcanzado solo por Las tragedias de Nina. Assi Dayan ganó el premio en 8 ocasiones, y es la única persona que ha ganado como director, como guionista y también como actor.
El ganador de la Mejor Película premio por lo general se convierte en Israel la propuesta para el Premio de la Academia por Mejor Internacional de largometraje, aunque las excepciones incluyen Aviva Mi Amor (que fue rechazada en favor de la película es atado con, Dulce de Barro) y La Banda de la Visita, que fue descalificado por tener más de 50% de su diálogo en inglés. Israel presentó el runner-up para ese año—Beaufort—en su lugar. La última película, finalmente, fue nominado para el Premio de la Academia por Mejor Internacional de largometraje.
La estatuilla otorgada a los ganadores de los premios fue diseñado por el escultor Israelí Richard Shiloh, que murió en un accidente de motocicleta en 2011.

## Lista de ganadores
- 1990: The Lookout (Shuroo)
- 1991: Beyond the Sea
- 1992: Life According to Agfa
- 1993: Revenge of Itzik Finkelstein
- 1994: Sh'Chur
- 1995: Lovesick on Nana Street
- 1996: Saint Clara
- 1997: Pick a Card
- 1998: Circus Palestine
- 1999: Yana's Friends
- 2000: Time of Favor
- 2001: Late Marriage
- 2002: Broken Wings
- 2003: Nina's Tragedies
- 2004: Campfire
- 2005: What a Wonderful Place
- 2006: Aviva Ahuvati y Sweet Mud
- 2007: The Band's Visit
- 2008: Waltz with Bashir
- 2009: Ajami
- 2010: The Human Resources Manager
- 2011: Footnote
- 2012: Fill the Void
- 2013: Bethlehem
- 2014: Gett: The Trial of Viviane Amsalem
- 2015: Baba Joon
- 2016: Sand Storm
- 2017: Foxtrot
- 2018: The Cakemaker
- 2019: Incitement
- 2020: Asia
- 2021: Let There Be Morning